# Chassalia laikomensis
Chassalia laikomensis är en måreväxtart som beskrevs av Martin Roy Cheek. Chassalia laikomensis ingår i släktet Chassalia och familjen måreväxter. IUCN kategoriserar arten globalt som akut hotad.
Artens utbredningsområde är Kamerun. Inga underarter finns listade i Catalogue of Life.